# Спряжені числа

Геометричне представлення та його спряженого на комплексній площині

Спря́женими числами (також комплексно-спря́женими числами) називаються два комплексні числа, які мають таку саму дійсну частину та протилежні за знаком уявні частини. Наприклад, спряженими є числа 3 + 4i та 3 − 4i. Число спряжене до числа {\displaystyle z\!} позначається {\displaystyle {\overline {z}}}. У загальному випадку, спряженим до числа {\displaystyle z}
{\displaystyle z=a+ib,\,}
де {\displaystyle a} та {\displaystyle b} — дійсні числа, є
{\displaystyle {\overline {z}}=a-ib.\,}
Наприклад,
{\displaystyle {\overline {(3-2i)}}=3+2i}
{\displaystyle {\overline {7}}=7}
{\displaystyle {\overline {i}}=-i.}
На комплексній площині спряжені числа представлені точками, симетричними відносно дійсної осі. У полярній системі координат спряжені числа мають вигляд {\displaystyle re^{i\phi }} та {\displaystyle re^{-i\phi }}, що безпосередньо випливає з формули Ейлера.
Спряженими числами є корені квадратного рівняння з дійсними коефіцієнтами та від'ємним дискримінантом.

## Властивості
Для довільних комплексних чисел {\displaystyle z} та {\displaystyle w}:
- {\displaystyle {\overline {(z\pm w)}}={\overline {z}}\pm {\overline {w}}\!\ }

- {\displaystyle {\overline {(zw)}}={\overline {z}}\;{\overline {w}}\!\ }

- {\displaystyle {\overline {z}}=z\Leftrightarrow z} є дійсним числом

- {\displaystyle {\overline {z^{n}}}={\overline {z}}^{n}} для всіх цілих {\displaystyle n}

- {\displaystyle \left|{\overline {z}}\right|=\left|z\right|}

- {\displaystyle {\left|z\right|}^{2}=z{\overline {z}}={\overline {z}}z}

- {\displaystyle {\overline {\overline {z}}}=z\!\ }, (тобто, спряження є інволюцією)

- {\displaystyle z^{-1}={\frac {\overline {z}}{{\left|z\right|}^{2}}}}, якщо z не дорівнює нулю. За допомогою цієї властивості обчислюють обернене комплексного числа заданого у прямокутних координатах.

- Якщо {\displaystyle \phi \,} є голоморфною функцією, звуження якої на множину дійсних чисел є дійсною функцією, та визначено {\displaystyle \phi (z)\,}, то

{\displaystyle \phi ({\overline {z}})={\overline {\phi (z)}}.\,\!}
Зокрема:
- {\displaystyle \exp({\overline {z}})={\overline {\exp(z)}}\,\!}
- {\displaystyle \log({\overline {z}})={\overline {\log(z)}}\,\!}, якщо z не дорівнює нулю.
- Якщо {\displaystyle p} — поліном з дійсними коефіцієнтами і {\displaystyle p(z)=0\!\,}, то також {\displaystyle p({\overline {z}})=0}. Отже, комплексні (не дійсні) корені таких поліномів завжди утворюють комплексно-спряжені пари.

## Визначення координат числа та спряження
Прямокутні та полярні координати комплексного числа можуть бути визначені за допомогою формул:
- {\displaystyle x=\operatorname {Re} \,(z)=(z+{\overline {z}})/2}
- {\displaystyle y=\operatorname {Im} \,(z)=(z-{\overline {z}})/2i}
- {\displaystyle \rho =\left|z\right|={\sqrt {z\cdot {\overline {z}}}}}
- {\displaystyle e^{i\theta }=z/\left|z\right|=e^{i\arg z}={\sqrt {z/{\overline {z}}}}} (якщо z не дорівнює нулю).